# Kotanarx
Kotanarx è un comune dell'Azerbaigian situato nel distretto di Ağdaş. Conta una popolazione di 1 050 abitanti.